# Academy of Ancient Music
Pour les articles homonymes, voir Académie (homonymie), Academy of Music et AAM.
L'Academy of Ancient Music ou AAM (Académie de musique ancienne) est un ensemble spécialisé dans l'interprétation de la musique baroque et de la période classique de 1600 à 1850 sur instruments anciens.

## Historique
Fondée en 1973 par le claveciniste Christopher Hogwood, l'Académie reprend le nom d'une institution du XIXe siècle, établie à Londres en 1726, dont le but était de jouer de la musique ancienne. Elle se consacre à la musique baroque et classique. Les instrumentistes sont des spécialistes de la musique des XVIIe et XVIIIe siècles qui jouent sur des instruments d'époque. Les effectifs varient en fonction des œuvres.
L'Académie de musique ancienne est en résidence à l'université de Cambridge.

## Direction musicale
Les musiciens sont dirigés, selon la coutume de l'époque, par le claveciniste, placé au centre de l'ensemble, ou par le premier violon. Dans ce cas, l'ensemble a été dirigé notamment par les premiers violonistes Simon Standage, Rachel Podger, Andrew Manze, Pavlo Beznosiuk et depuis 2018 par Bojan Čičić.
En 1996, l'AAM a nommé Paul Goodwin comme chef d'orchestre associé et Andrew Manze comme directeur musical associé sous Hogwood. En 2003, Manze démissionne de son poste de directeur associé, pour être remplacé en 2005 par Richard Egarr. Le 1er septembre 2006, Egarr succède à Hogwood en tant que directeur musical de l'AAM et Hogwood reçoit le titre de directeur émérite. Egarr a conclu son mandat de directeur musical de l'AAM à la fin de la saison 2020-2021. En novembre 2020, l'AAM a annoncé la nomination de Laurence Cummings comme prochaine directeur musicale, à compter de la saison 2021-2022.
Depuis 2003, l'orchestre a également travaillé avec un certain nombre de chefs invités tels que les violonistes Giuliano Carmignola, Pavlo Beznosiuk, Masaaki Suzuki et des chefs de chœur tels que Stephen Cleobury (avec le chœur du King's College de Cambridge), Edouard Higginbottom (chœur de la nouvelle université d'Oxford) et Stephen Layton.

## Répertoire
L'Académie est l'un des premiers ensembles du monde qui a joué sur instruments historiques. Ses concerts sur les six continents et ses 250 enregistrements, depuis sa création, démontrent sa prééminence pour la musique de la période 1600 à 1850, de Monteverdi à Mendelssohn.
L'orchestre actuel est particulièrement renommé pour ses enregistrements novateurs avec Christopher Hogwood, pour la firme L'Oiseau-Lyre (Decca). L'orchestre a été le premier à enregistrer toutes les symphonies de Mozart sur des instruments datant de l'époque du compositeur. Il a depuis enregistré tous les concertos pour forte-piano de Mozart, avec le pianiste Robert D. Levin, tous les concertos pour forte-piano, avec le pianiste Steven Lubin, et les symphonies de Beethoven, et en partie les symphonies de Haydn.
Sous la direction de Christopher Hogwood, l'Académie a également réalisé un certain nombre d'enregistrements d'opéra, en particulier avec l'étroite collaboration de Cecilia Bartoli. Ces enregistrements, récompensés, incluent La clemenza di Tito, L'anima del filosofo, Orlando, Dido and Æneas, et d'autres opéras de Mozart, Haydn, Haendel ou Purcell.
La saison 2005-2006 inclut deux programmes baroques avec Richard Egarr, des concertos pour violon de Mozart avec Giuliano Carmignola en Europe et aux États-Unis, et d'autres projets concernant Mozart, conduits par Paul Goodwin.
En 2013, l'orchestre annonce l'ouverture de son propre label, la AAM Records, dont le premier album sort en octobre de la même année.